# Daffy Doodles
Daffy Doodles est un cartoon réalisé par Robert McKimson, sorti en 1946. Il met en scène Daffy Duck et Porky Pig.

## Synopsis
Daffy Duck peint clandestinement des moustaches sur les publicités de la ville. Un policier, Porky Pig, est chargé de le prendre en flagrant délit pour l'arrêter...

## Fiche technique
- Réalisation : Robert McKimson
- Scénario : Warren Foster
- Musique : Carl W. Stalling
- Production : Edward Selzer
- Société de production : Warner Bros.
- Pays de production :  États-Unis
- Langue originale : anglais

## Distribution des voix

### Voix originales
- Mel Blanc : Daffy Duck / Porky Pig / le juge / le jury de Jerry Colonna / le rire d'ouverture
- Robert C. Bruce : le narrateur (non crédité)

### Voix françaises

#### Premier doublage (années 1970)
- Pierre Trabaud : Daffy Duck
- Marc François : Porky Pig

#### Redoublage (2000)
- Patrick Guillemin : Daffy Duck
- Michel Mella : Porky Pig